# 概率潜在语义分析
概率的潜在语义分析（PLSA），也称为概率潜在语义索引（PLSI，尤其是在信息检索领域），是用于分析双模和共现数据的统计方法。 实际上，人们可以根据对某些隐变量的亲和性来推导出观测变量的低维表示，就像PLSA是从潜在语义分析中演化而来。
与源于线性代数并缩小发生表（通常通过奇异值分解）的标准潜在语义分析所不同的是，概率潜在语义分析基于从潜类模型导出的混合分解。

## 模型

图模型表示的PLSA模型("不对称"式)。是该文档的索引变量，是一个词的来自文档的主题分布的主题，是一个来自主题的词分布的单词。和 是 可观测的变量，主题 是一个潜变量。

考虑到以单词和文档的共现 {\displaystyle (w,d)}形式进行的观察，PLSA将每次共现的概率建模为条件独立的多项分布的混合：
{\displaystyle P(w,d)=\sum _{c}P(c)P(d|c)P(w|c)=P(d)\sum _{c}P(c|d)P(w|c)}
其中'c'是单词的主题。值得注意的是，模型的主题数量是一个超参数，必须提前设置而不是从数据中估计。第一个公式是对称式，其中 {\displaystyle w}和 {\displaystyle d}都是以类似的方式从潜变量 {\displaystyle c}生成（基于条件概率 {\displaystyle P(d|c)}和 {\displaystyle P(w|c)}）；而第二个公式是不对称的 ，对于每个文档 {\displaystyle d}根据 {\displaystyle P(c|d)}有条件地从文档中选择潜在类 {\displaystyle c}，然后根据 {\displaystyle P(w|c)}从该类生成一个单词。虽然在这个例子中我们使用单词和文档建模，但是任何离散变量的共现也可以用完全相同的方式建模。
因此，模型参数的数量等于 {\displaystyle cd+wc}，参数数量随文档数量呈线性增长。此外，尽管PLSA是基于文档集的生成模型，但它并不是新文档的生成模型。
模型的参数使用最大期望算法（EM算法）学习得到。

## 应用
PLSA可以通过Fisher核函数用于判别设置。
PLSA在信息检索和过滤、自然语言处理、文本机器学习及其他相关领域都有应用。
根据报告，概率潜在语义分析中使用的方面模型存在严重的过拟合问题。

## 扩展
- 分层扩展：
  - 不对称：MASHA（Multinomial ASymmetric Hierarchical Analysis，多项式非对称分层分析）[3]
  - 对称：HPLSA（Hierarchical Probabilistic Latent Semantic Analysis，分层概率潜在语义分析）[4]

- 生成模型：已经开发了以下模型来解决经常被批评的PLSA缺点——它不是新文档的正确生成模型。
  - 潜在狄利克雷分配（LDA）——在每个文档-主题分布上添加狄利克雷先验
- 高阶数据：尽管在科学文献中很少讨论这一点，但PLSA可以自然地扩展到更高阶数据（三种模式或更高阶），它可以模拟三个或更多变量的共现。在上面的对称公式中，这仅需要为这些附加变量添加条件概率分布就可以实现。这是非负张量因子分解的概率类比。

## 历史
这是潜类模型的一个特例（参见其中的参考文献），它与非负矩阵分解有关。当前的术语是由Thomas Hofmann在1999年创造的。